# Robert G. Elliott
 (août 2011).
Si vous disposez d'ouvrages ou d'articles de référence ou si vous connaissez des sites web de qualité traitant du thème abordé ici, merci de compléter l'article en donnant les références utiles à sa vérifiabilité et en les liant à la section « Notes et références ».
Pour les articles homonymes, voir Elliott.
Robert Greene Elliott (né le 27 janvier 1874 à Hamlin dans l'État de New York et décédé le 10 octobre 1939) est un célèbre bourreau américain. En tant qu'« électricien de l'État de New York », il actionnait la chaise électrique tant pour l'État de New York (son principal employeur) que pour les États américains voisins, ce qui l'amena à exécuter beaucoup des grands criminels ayant sévi aux États-Unis avant la Seconde Guerre mondiale.

## Biographie
Né dans une famille méthodiste d'ascendance irlandaise, il était réputé pour être dévot, à tel point que ses parents avaient envisagé pour lui une carrière de pasteur.
Elliott raconte que, jeune garçon, il a lu le résumé de la première utilisation à la chaise électrique (celle de William Kemmler, le 6 août 1890 par le premier « électricien d'État » qui fut Edwin Davis (en)) et se demanda ce que cela pourrait faire d'actionner l'interrupteur pour une exécution de ce genre.
Il est devenu employé dans l'administration pénitentiaire comme « aide électricien ». À ce titre, il seconda Edwin Davis lors des exécutions à la prison d'État Dannemora dans l'État de New York.
Cette formation « sur le tas » lui fut fort utile lorsqu'il postule en 1926 pour le poste d'« électricien d'État », devenu vacant après le départ de John Hulbert (en).
Pour chaque exécution, Elliott était payé au même tarif : soit 150 $ (corrigé de l'inflation, cela équivaut à environ 2 500 $ d'aujourd'hui). Sauf pour les exécutions supplémentaires effectuées le même jour : 50 $ pour chacune d'entre elles. 
Elliott tentera de parfaire et d'« humaniser » les exécutions judiciaires par électrocution. D'habitude, au premier contact, la tension électrique était à 2 000 volts, niveau que l'on maintenait pendant 3 secondes, avant de la baisser à 500 volts jusqu'à la fin de la première minute.
Elliott, lui, mettait dans un premier temps la tension à 2 000 volts pendant 3 secondes, puis la baissait à 500 volts jusqu'à la fin de la deuxième minute, puis il la remettait à nouveau à 2 000 volts pour quelques secondes avant de couper définitivement l'alimentation.
Cette technique avait pour but de rendre le supplicié inconscient dans la première phase, tandis que la seconde phase permettait de chauffer les organes vitaux à un point où la vie s'éteignait, sans provoquer de combustion corporelle. Ce cycle d'oscillation de chocs avait également pour but de solliciter tellement le cœur qu'il devait s'arrêter de battre.
Elliott a souvent apporté avec lui ses propres électrodes, y compris un couvre-chef fait à partir d'un casque de football américain modifié muni lui aussi d'électrodes. Ces dernières étant reliées avec une éponge humide.
Père de famille tranquille, passionné de jardinage, Elliott dirigeait une entreprise de construction électrique et a affirmé n'avoir jamais été plus qu'un instrument du peuple au service de la justice lorsqu'il procédait à une exécution.
Malgré sa vocation, il a profondément été en désaccord avec l'usage de la peine capitale, en disant qu'elle ne servait à rien.
Elliott procède au long de sa carrière à l'exécution de 387 condamnés (hommes et femmes), dont les célèbres :
- Sacco et Vanzetti en 1927,
- Ruth Snyder en 1928
- Bruno Hauptmann en 1936.

Le 6 janvier 1927, il procéda aux électrocutions de six détenus dans deux États différents : John McLaughlin (30 ans), John Deveraux (25 ans) et Edward Heinlein (26 ans) dans le Massachusetts et Charles Goldson (23 ans), Edgar Humes (23 ans) et Williams George (27 ans) dans l'État de New York. 
Il a publié ses mémoires dans un livre intitulé Agent de la Mort.
Dans le cas de Ruth Snyder, Elliot a apparemment été horrifié par l'idée d'exécuter une femme et quelques témoignages indiquent qu'il a même demandé à Al Smith, le gouverneur de l'État de New York, de commuer la peine de cette dernière en emprisonnement à vie. Il était hanté par cette exécution et dut par la suite prendre des somnifères pour dormir.
Peu de temps après l'exécution de Sacco et Vanzetti, des inconnus posèrent une bombe près de sa maison, la déflagration détruisit simplement le porche d'entrée. À partir de ce moment, l'État de New York paya un gardien pour assurer la surveillance du domicile d'Elliott, 24 heures sur 24.